# 代替不定詞
代替不定詞（だいたいふていし、ドイツ語: Ersatzinfinitiv、ラテン語: infinitivus pro participio）は、特にドイツ語において、過去分詞の代わりに、不定形とともに完了時制を作る現象である。この際、代替となった不定形は他の動詞を支配していることが必要である。

## 概要
ドイツ語では、本来、完了形をつくる際、助動詞 haben  ないし sein の定形が文末の過去分詞とともに枠構造をなす。しかし、一定の動詞は、他の動詞の不定形をとるため、枠構造においては文末となるその後に、過去分詞が続くことを不自然とし、同化作用によって二重不定詞（形）をなす。その一定の動詞とはすなわち、
- すべての話法の助動詞（brauchen を含む）
- 使役動詞（heißen, lassen, machen, また helfen や lehren を含む）
- 知覚動詞（sehen, hören, fühlen など）

ただし、後の２者においては、(lassen と sehen)、(fühlen と helfen)、(lehren と machen) の順に、代替不定詞とする必要が無くなるという揺らぎが存在する。

上述の通り、代替不定詞は文末にある。それゆえ、未来完了の枠構造（werden + 文末の不定形 haben/sein の）などによって他の不定形が文末の「代替不定詞の絶対的位置」に存在する場合は、代替不定詞を形成しない。
代替不定詞は副文においてもみられ、haben / sein の定形は、不定形群の先頭に置かれる（定形中置）。ただし nach Hause gehen などの熟語的な付加語があれば、定形はさらにその前に置かれる。

## 歴史
代替不定詞の歴史は古く13世紀の中高ドイツ語に遡り、そこで現代ドイツ語の lassen にあたる lâzen の過去分詞 (ge)lâzen が用いられ、この不定形との混同から、他の動詞にも類推によって代替不定詞が適用されていったといわれている。

## 例文
- Ich habe das nicht gewollt.（私はそのつもりが無かった。）
– Ich habe das nicht tun wollen.（私はそれをするつもりが無かった。）
- Sie hatte es gesehen.（彼女はそれを見た。）
– Sie hatte es kommen sehen.（彼女はそれが来るのを見た。）
- Du weißt, dass du das nicht gebraucht hättest.（君は自分はその必要が無かったことを知っている。）
– Du weißt, dass du das nicht hättest machen brauchen.（君は自分はそれをする必要が無かったことを知っている。） 
※ brauchen （英語の助動詞 need に相当）は他の用法においては zu 不定詞句構造を（目的語に）とるが、それに対して代替不定詞と用いられる場合には、zu なしの不定形のみをとる。
- Er hatte das Buch zu Hause gelassen.（彼はその本を家に置いてきてしまった。）
– Er hatte das Buch zu Hause liegen lassen.（彼はその本を家に置きっぱなしにしてしまった。）